# مالکولم رودولف
مالکولم رودولف (انگلیسی: Malcolm Rudolph؛ زادهٔ ۴ ژانویهٔ ۱۹۸۹) دوچرخه‌سوار اهل استرالیا است. وی در مسابقات دوچرخه‌سواری جاده زیر ۲۳ جهان در سال ۲۰۱۰ شرکت کرده است.